# Dobje
Dobje là một khu tự quản (tiếng Slovenia: občine, số ít – občina) trong vùng Savinjska của Slovenia. Dobje có diện tích 17.5 km2, dân số là theo điều tra ngày 31 tháng 3 năm 2002 là 1008 người. Thủ phủ khu tự quản Dobje đóng tại Dobje pri Planini.